# Erg Ferradj
Erg Ferradj è un comune dell'Algeria, situato nella provincia di Béchar.